# Hylemera laurentensis
Hylemera laurentensis är en fjärilsart som beskrevs av Pierre E.L. Viette 1970. Hylemera laurentensis ingår i släktet Hylemera, och familjen mätare. Inga underarter finns listade i Catalogue of Life.